# Salillas de Jalón
Salillas de Jalón (aragón Saliellas de Xalón) település Spanyolországban,  Zaragoza tartományban. Salillas de Jalón Ricla, Épila, Lucena de Jalón és Calatorao községekkel határos. Lakosainak száma 359 fő (2024).

## Népesség
A település népessége az utóbbi években az alábbiak szerint változott:
| Lakosok száma | 343  | 344  | 365  | 371  | 373  | 324  | 305  | 315  | 355  | 359  |
|               | 2001 | 2004 | 2007 | 2009 | 2012 | 2014 | 2017 | 2019 | 2022 | 2024 |